# Sklené (Svitavyi járás)
Sklené település Csehországban, a Svitavyi járásban. Sklené Kamenná Horka, Březová nad Svitavou, Hradec nad Svitavou, Moravská Třebová és Pohledy településekkel határos. Lakosainak száma 229 fő (2024. január 1.).

## Népesség
A település lakosságának változását az alábbi diagram mutatja:
| Lakosok száma | 493  | 479  | 448  | 280  | 258  | 214  | 232  | 227  | 225  | 229  |
|               | 1869 | 1890 | 1921 | 1950 | 1980 | 2001 | 2017 | 2019 | 2022 | 2024 |